# Villa Diodati
Pour les articles homonymes, voir Diodati.
La villa Diodati est une résidence située au bord du Léman dans la commune genevoise de Cologny, en Suisse.

## Histoire
Elle est surtout célèbre pour avoir été habitée par Lord Byron, Mary Shelley, Percy Shelley, John Polidori et d'autres de leurs amis durant l'effroyable été de 1816. C'est lors de ce séjour que furent rédigées les bases des classiques récits d'horreur  Frankenstein (où la maison de Victor Frankenstein s'appelle Belrive) et Le Vampire.
La maison  était initialement connue sous le nom de « villa Belle Rive », et Byron changea son nom pour lui donner celui de la famille de ses propriétaires. Cette famille était une branche éloignée de celle du traducteur italien Giovanni Diodati, l'oncle de Charles Diodati, lui-même ami intime de John Milton. Bien qu'une plaque commémorative indique une visite supposée de Milton en 1638, la villa ne fut construite qu'en 1710, bien après la mort du poète.
La villa est inscrite comme bien culturel suisse d'importance nationale.

## Apparitions dans d'autres médias

### Films
- La villa Diodati apparaît dans le film Gothic (1986).

### Livres
- Dans le roman de Chuck Palahniuk Haunted (2005), où l'intrigue se déroule dans une version moderne de la villa Diodati.

### Bande-Dessinée
- Dans le tome 11 de la BD "Requiem, chevalier vampire" de Pat Mills et Olivier Ledroit, la villa Diodati apparaît durant le séjour de Mary Shelley et ses compagnons lors duquel, par l'intermédiaire d'expériences occultes, elle entrevoit des visions de l'enfer qui lui inspireront sa créature de Frenkenstein.

### Séries télévisées
- En 2020, la villa a figuré dans la série de science-fiction de la BBC Doctor Who, dans un épisode intitulé The Haunting of Villa Diodati[3]